# فريدريك أريكسون (لاعب هوكي الجليد)
فريدريك أريكسون (بالسويدية: Fredrik Eriksson)‏ هو لاعب هوكي الجليد سويدي، ولد في 30 يناير 1980 في كريستينه هامن في السويد.

## وصلات خارجية
- فريدريك أريكسون على موقع EliteProspects.com (الإنجليزية)